# S/2011 J 2
S/2011 J 2 — нерегулярный внешний спутник Юпитера.

## История открытия
S/2011 J 2 был открыт 27 сентября 2011 года Скоттом Шеппардом при помощи 6,5-метрового телескопа Магеллана—Бааде в обсерватории Лас-Кампанас. Сообщение об открытии сделано 29 января 2012 года.

## Орбита
S/2011 J 2 совершает полный оборот вокруг Юпитера на расстоянии в среднем 23,267 млн км за 726,8 дня. Орбита имеет эксцентриситет 0,387. Наклон орбиты к локальной плоскости Лапласа 151,8°, то есть является ретроградной. Орбитальные параметры позволяют предположить, что S/2011 J 2 относится к группе Пасифе.

## Физические характеристики
Диаметр S/2011 J 2 составляет около 1 км. Предполагается, что внешние спутники состоят в основном из силикатных пород, поэтому его плотность можно оценить в 2,6 г/см³.